# Deutsche Botschaft Conakry
Die Deutsche Botschaft Conakry ist die offizielle diplomatische Vertretung der Bundesrepublik Deutschland in der Republik Guinea.

## Lage und Gebäude
Die Botschaft befindet sich im Regierungs- und Botschaftsviertel der guineischen Hauptstadt Conakry nahe dem Hafen an der Südwestspitze der Halbinsel Kaloum. Die Anschrift lautet: 2e Boulevard, Rue KA 005, No. 803, Almamya, Conakry.
Über die Nationalstraße 1 Corniche ist der 13 km entfernte internationale Flughafen von Conakry (Aéroport international de Conakry Gbessia) in einer halben Stunde erreichbar.
Die Firma Philipp Holzmann führte im Jahr 1970 Baumaßnahmen an der Botschaftsliegenschaft in Conakry aus.

## Organisation und Aufgaben
In der Botschaft werden die Sachgebiete Politik, Wirtschaft, Kultur und Bildung sowie Entwicklungszusammenarbeit bearbeitet. Ferner besteht ein Referat für Rechts- und Konsularangelegenheiten, in dem deutschen Staatsangehörigen alle konsularischen Dienstleistungen zur Verfügung stehen. In der Visastelle der Botschaft können sowohl Schengen-Visa als auch nationale Visa (Aufenthaltsdauer über 90 Tage) beantragt werden.

## Geschichte
Nachdem Guinea am 2. Oktober 1958 die Unabhängigkeit von der Kolonialmacht Frankreich erklärte, wurde am 23. Juli 1959 die Botschaft der Bundesrepublik Deutschland eröffnet. Am 9. September 1970 nahm Guinea diplomatische Beziehungen mit der DDR auf. Wegen der zu der Zeit zwar auslaufenden, aber grundsätzlich noch eine Grundlage der Außenpolitik darstellenden Hallstein-Doktrin wurden die diplomatischen Beziehungen der Bundesrepublik Deutschland zu Guinea am 30. Januar 1971 abgebrochen. Nach Wiederaufnahme der offiziellen Beziehungen am 9. Mai 1975 öffnete auch die Botschaft am 18. November des Jahres wieder.
Die DDR war ebenfalls seit 1959 in Guinea vertreten. Sie unterhielt eine offizielle Handelsvertretung, deren Leiter den Rang eines Generalkonsuls bekleidete und die im Jahr 1969 auch zu einem Generalkonsulat aufgewertet wurde. Nach Aufnahme der diplomatischen Beziehungen entsandte die DDR Botschafter als Leiter der Vertretung, die 1990 mit dem Beitritt der DDR zur Bundesrepublik Deutschland geschlossen wurde.